# Yellow Flicker Beat
«Yellow Flicker Beat» es una canción de la cantante croatoneozelandesa Lorde incluida en la banda sonora de Los juegos del hambre: sinsajo - Parte 1. El tema sirvió como primer sencillo de la banda sonora y Republic Records, una división de Universal Music Group, lo lanzó el 29 de septiembre de 2014. Lorde lo compuso junto a Joel Little, y Paul Epworth lo produjo. Numerosos críticos concordaron que la canción está compuesta desde la perspectiva de Katniss Everdeen, la protagonista de Los juegos del hambre. Además de eso, la mayoría de las críticas fueron positivas y recibió comparaciones con los anteriores trabajos de la intérprete.
El tema debutó en el número cuatro en la lista de Nueva Zelanda, lo que lo convirtió en el cuarto sencillo consecutivo de Lorde que debuta en el top 5. Por otro lado, ingresó a diversas listas de los Estados Unidos como Billboard Hot 100, Alternative Songs y Rock Songs. Emily Kai Bock dirigió el vídeo musical del sencillo, el cual llamó la atención de los críticos por su desemejanza con la trama de Los juegos del hambre.
Además de haber obtenido buenas reseñas y una recepción comercial moderada, «Yellow Flicker Beat» logró nominaciones en los premios Globo de Oro por mejor canción original y en los Critics' Choice Movie Awards por mejor canción.

## Antecedentes y lanzamiento

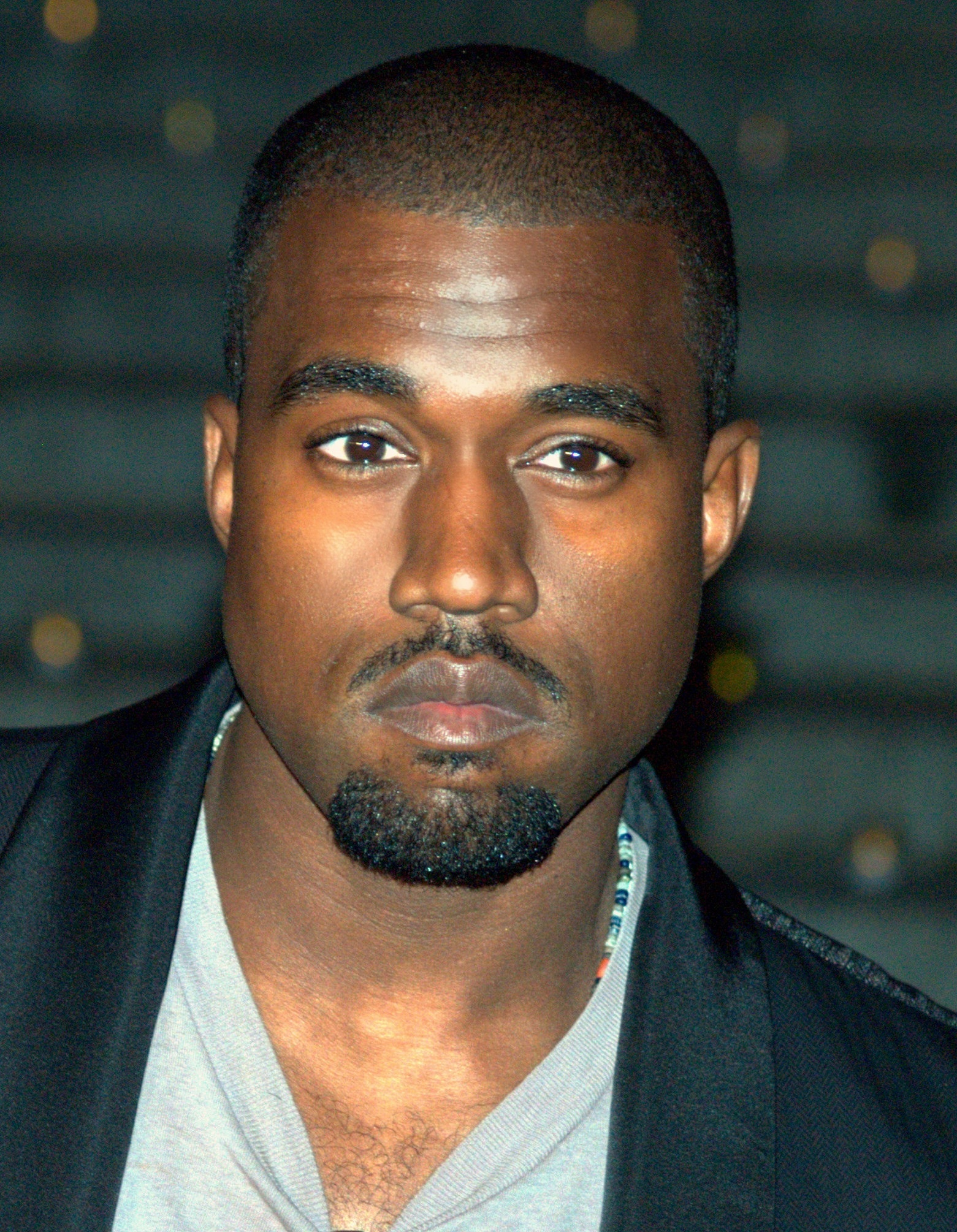
Kanye West remezcló una versión de la canción titulada «Flicker».

En julio del 2014, Consequence of Sound anunció que Lorde interpretaría el tema principal de Los juegos del hambre: sinsajo - Parte 1, y que además sería la encargada de elegir al resto del personal para la banda sonora. Francis Lawrence, director de la película, comentó que:

«Su inmenso talento [de Lorde] y profundo conocimiento de los personajes y temas de Sinsajo no solo le han permitido crear una canción propia que captura completamente la esencia de la película, sino que su visión y pasión por nuestro proyecto la hacen la perfecta fuerza creativa para ensamblar las otras canciones en nuestra banda sonora».

Billboard publicó que Paul Epworth, conocido por trabajar con artistas como Adele y Bruno Mars, produjo la canción para la película. La ingeniería de sonido estuvo a cargo de Matt Wiggins y Eric Romero, y grabaron el tema en un estudio en Lakehouse. El 4 de septiembre, Lorde publicó en su cuenta oficial de Twitter: «I'm a princess cut from marble, smoother than a storm», lo que hizo que los medios especularan que se trataba de un verso de la canción. Más tarde, anunció que el sencillo estaría disponible el 29 de septiembre y que se titula «Yellow Flicker Beat». Efectivamente, estuvo disponible ese día en la tienda digital de iTunes. Kanye West remezcló la canción y la retitularon como «Flicker». Esta versión también apareció en la banda sonora de Sinsajo, y según Zach Dionne de Billboard, tiene influencias de canciones de West como «Clique» y «Runaway» y «haría sonreír» a James Blake y Bon Iver.

## Composición y descripción

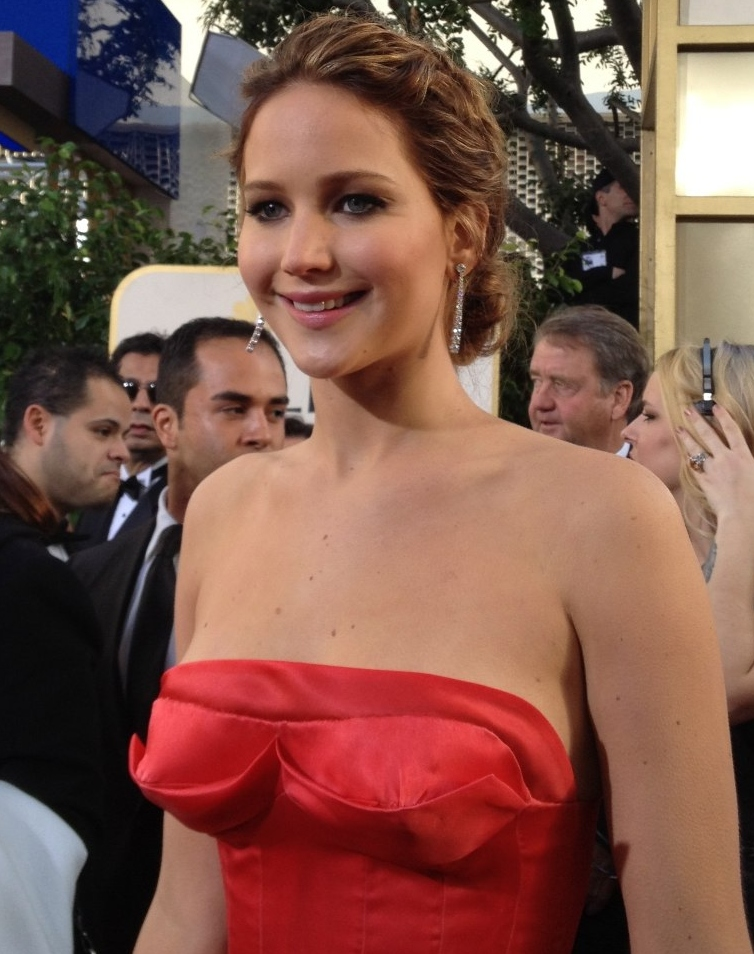
Numerosos críticos notaron que la canción fue escrita desde la perspectiva de Katniss Everdeen, interpretada por Jennifer Lawrence (en la imagen).

«Yellow Flicker Beat» tiene una duración de tres minutos con cincuenta y dos segundos, y su composición estuvo a cargo de Ella Yelich O'Connor (Lorde) y Joel Little. De acuerdo con Bernard Zuel de The Sydney Morning Herald, la canción tiene un comienzo lento, seguido del verso «I'm a princess cut from marble, smoother than a storm» —en español: «Soy una princesa cortada de mármol, más suave que una tormenta»—, que es «solemnemente sobrenatural». Cuando comienzan los tambores, Lorde canta: «This is the start» —«este es el comienzo»—, que, según Zuel, «también es el comienzo del fin de algo. No de su inocencia, que ya fue sacrificada por una meta más alta, sino definitivamente de cualquier comodidad fácil». Según Eliza Thompson de Cosmopolitan, versos como «They used to shout my name, now they whisper it» —en español: «Solían gritar mi nombre, ahora lo susurran»— y «I'm locking up everyone who ever laid a finger on me» —traducido como: «Estoy bloqueando a todos los que alguna vez pusieron un dedo en mí»—, demuestran que la canción fue escrita desde la perspectiva de Katniss Everdeen, la protagonista de Los juegos del hambre. Por otro lado, según Alex Rees, un bloguero de la misma revista, la canción habla sobre Johanna Mason, porque se siente «furiosa pero también un poco seductora». Posteriormente, Lorde publicó en su cuenta de Tumblr que intentó adentrarse en la cabeza de Katniss para el tema. De acuerdo con Ryan Reed de Rolling Stone, el primer verso hace referencia a la protagonista de Los juegos del hambre. Brennan Carley de Spin comentó que los versos «The scars that mark my body, they're silver and gold» —«Las cicatrices que marcan mi cuerpo, son de plata y oro»— y «My blood is a flood of rubies, precious stones» —«Mi sangre es un diluvio de rubíes, piedras preciosas»—, muestran más madurez lírica que los anteriores trabajos de la cantante.
En cuanto a su género musical, Zuel lo define como pop electrónico, mientras que Jason Lipshutz de Billboard lo catalogó como art pop, y comparó su hook con la «explosión» de «Team», el sencillo anterior de Lorde. Carley comparó el estilo de «Yellow Flicker Beat» con el de Pure Heroine (2013) por sus «típicos temas dramáticos de mal humor, con melodías mejoradas electrónicamente». Luego añadió que sonaba muy similar a «Biting Down» de The Love Club (2012). Thompson describe el tema como «siniestro pero aun así pegadizo, y sorprendentemente bailable incluso cuando se trata sobre ser el reacio portavoz de una rebelión en contra de un gobierno totalitario post-apocalíptico».  Rahsheeda Ali de VH1 dijo que: «Con sus obsesionantes armonías y su extendida preparación para su crescendo rítmico, "Yellow Flicker Beat" prueba por qué la estrella de pop alternativo fue elegida para dirigir la banda sonora de la película». Rahsheeda también notó la influencia de Katniss Everdeen en el tema. Reed comentó que la sensación oscura de la canción encaja bien con el estilo de Lorde, y destacó sus «canturreos melancólicos extendidos sobre sintetizadores minimalistas y tambores».

## Recepción

### Crítica
| «Sinceramente, la primera vez que escuché la canción de Lorde, "Yellow Flicker Beat", se me puso el vello de punta. Es verdad que lees los libros, y de esa manera asimilas todos los personajes, después vas al set y hablas sobre ellos con el director y tus compañeros. Pero fue muy extraño escuchar la versión musical de todo eso. Fue muy emocionante. [...] Creo que ha logrado capturar al personaje de una forma tan mágica que es algo increíble de escuchar. Creo que Katniss sería una gran fan de Lorde. Y obviamente, también de Taylor Swift». —Jennifer Lawrence, quien interpreta a Katniss Everdeen en Los juegos del hambre. |

Alex Young y Michelle Geslani de Consequence of Sound definieron al tema como un «fascinante número que muestra los canturreos amorfos de Lorde en, quizás, su [forma] más inquietante y segura». Según ellos, Lorde canta el primer verso «solemnemente, como si lanzara un hechizo». Para finalizar, escribieron que: «A pesar de las atmósferas iniciales, demuestra que no se ha olvidado de los arreglos heavy pop de su debut, la segunda mitad de la pista está salpicada de explosiones de energía». Matthew Jacobs de The Huffington Post dijo que el tema «utiliza los mismos tonos pulsantes que hicieron al álbum debut de Lorde uno de los lanzamientos más celebrados del 2013». Greg Moskovitch de la revista australiana Music Feeds observó que el taradeo de una sola nota al comienzo de la pista recuerda al álbum a capella de Björk, Medúlla (2004). Eric Renner Brown de Entertainment Weekly afirmó que «Yellow Flicker Beat» sigue la misma estructura melódica que convirtió a «Royals» y «Tennis Court» en éxitos, «pero la nueva pista carece de los enfoques rítmicos únicos que hicieron a las canciones de Lorde tan divertidas».
Melissa Locker de la revista Time señaló: «Las letras, combinadas con el tono oscuro y melodioso de la canción, lucen las habilidades de Lorde para elaborar un personaje que combina la resistencia de Katniss Everdeen con sus propios matices góticos», y lo comparó con el estilo de Pure Heroine (2013). Chris Schulz de The New Zealand Herald notó los «matices siniestros» de la canción, sin embargo, añadió que: «Simplemente parece que falta algo: un engranaje extra, un hook, algo de fuerza, otro nivel. Y si esta es una prueba de la nueva Lorde, ¿no es muy similar a la vieja Lorde?». Schulz comparó el estilo de producción de Paul Epworth con el de Joel Little, frecuente productor de Lorde. Lydia Jenkin, otra escritora del mismo diario, dijo que: «Su propósito específico, es ayudar a vender la marca de Los juegos del hambre y hacer que Sinsajo - Parte 1 parezca tan tensa, nerviosa,  y empoderadora como las primeras dos películas. Y en ese sentido, "Yellow Flicker Beat" es un triunfo». Jenkin expresó que la combinación de sonidos en el tema «evocan completamente el mundo distópico de Panem en tres minutos y treinta y siete segundos». Además, lo definió como «una representación musical perfecta de Katniss Everdeen», elogió su estribillo y dijo que:

«No es un hook obvio, pero una gran parte del atractivo de Lorde siempre ha sido enrollar letras alrededor de ritmo y coros en una forma poética, poco convencional, buceando entre octavas y sacando al ritmo del énfasis. Eso es exactamente lo que está haciendo aquí, y por mi parte, espero que nunca dude de ese enfoque refrescante».

Eliza Thompson de la revista Cosmopolitan ubicó a «Yellow Flicker Beat» en el cuarto puesto de su lista de las cincuenta mejores canciones del 2014, solo detrás de «West Coast» de Lana Del Rey, «Chandelier» de Sia y «Partition» de Beyoncé.

### Comercial
«Yellow Flicker Beat» debutó en el puesto número cuatro de la lista de popularidad de Nueva Zelanda, esto lo convirtió en el cuarto sencillo consecutivo de Lorde que debuta en el top 5 y en su quinto top 10. En el conteo de sencillos nacionales de Nueva Zelanda logró debutar directamente en la primera posición. Luego de unas semanas de haber debutado, recibió un disco de oro en el país, por vender 7500 copias. La canción debutó en el número diecisiete de la lista estadounidense Alternative Songs; este fue el mejor debut de una artista femenina en la lista desde «Universal Heart-Beat» de Juliana Hatfield, que ingresó en la misma posición en marzo de 1995. Más tarde la canción subió al número diez de la lista y se convirtió en el tercer top 10 de Lorde allí, luego de que «Royals» alcanzara el número uno y «Team» el dos. En la lista Billboard Hot 100 debutó en el número setenta y cuatro, y salió del conteo a la semana siguiente, sin embargo, seis semanas después re-entró en el número ochenta y dos gracias a que vendió 26 000 copias, un aumento del 61% acreditado a la remezcla hecha por Kanye West. Luego de su presentación en los American Music Awards el 23 de noviembre de 2014, tuvo un aumento del 92% gracias a 75 000 descargas que recibió, lo que le permitió subir hasta el número treinta y cuatro, donde alcanzó su máxima posición. En Rock Songs llegó al número tres como su quinto top 10, y en Adult Alternative Songs logró el número diez.
En Australia debutó en el puesto número treinta y tres, mientras que en Francia ingresó en la posición 154; en ambos conteos se mantuvo solo una semana hasta que re-entró y alcanzó sus máximas posiciones en los números veinticinco y noventa y tres, respectivamente. Por otro lado, en Candá alcanzó la posición veintiuno, y en Irlanda llegó al número ochenta y tres. «Yellow Flicker Beat» logró llegar a los primeros cuarenta puestos en varios países de Europa como Alemania, Austria, y Suiza, en los que ocupó los números treinta y ocho, treinta y cinco y veintisiete, respectivamente.

## Promoción

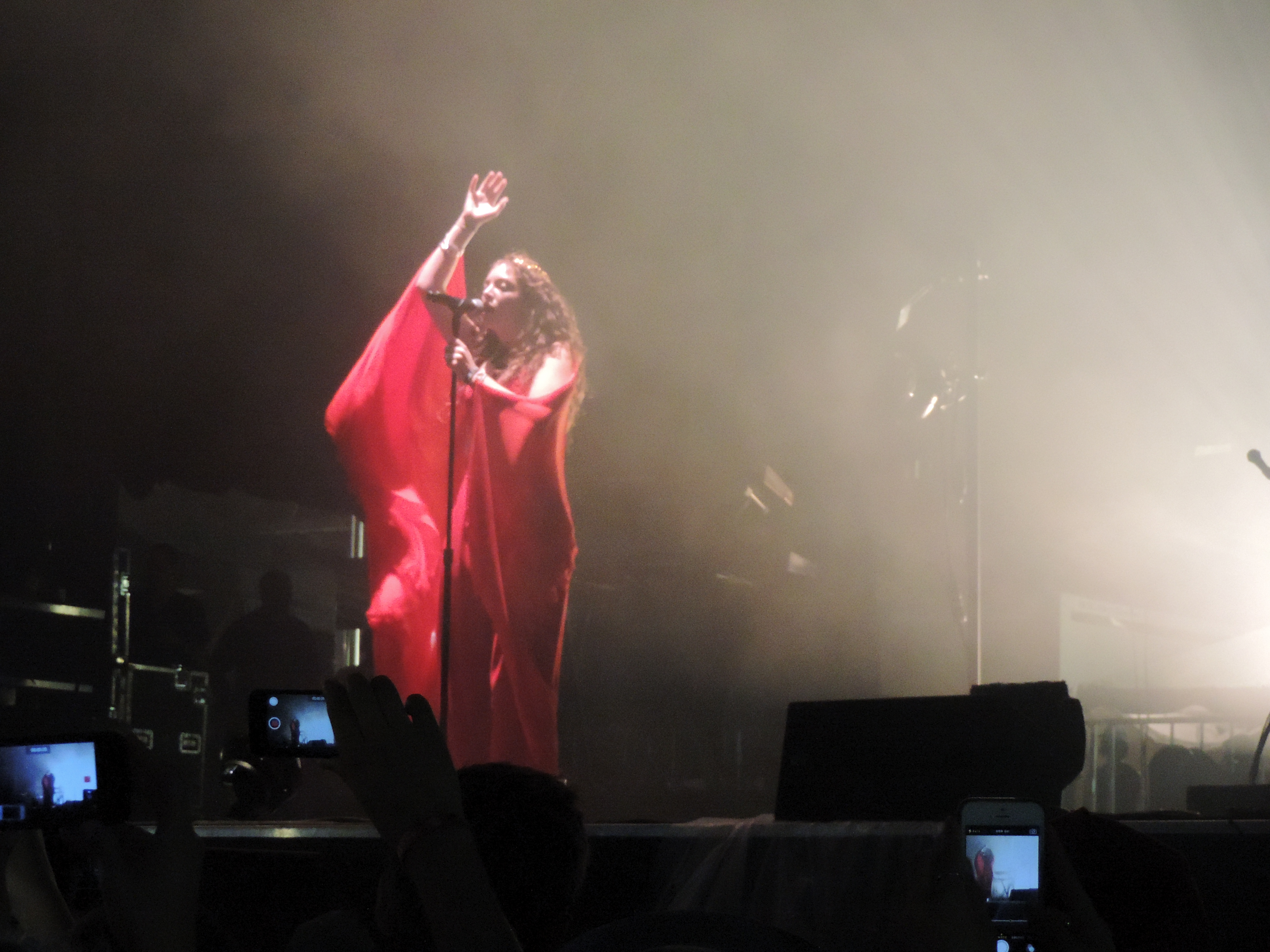
Lorde interpretó «Yellow Flicker Beat» por primera vez en el Greek Theatre, Berkeley, Estados Unidos.

El 5 de noviembre de 2014, Lorde publicó en su cuenta de Twitter que lanzaría el vídeo musical del tema el día siguiente a las 6 de la mañana en horario de verano europeo, lo que correspondería al 7 de noviembre en Nueva Zelanda, día en el que Lorde cumpliría dieciocho años. En el vídeo, Lorde aparece «bailando torpemente» y usando diferentes atuendos en lugares como una habitación de hotel de mala muerte, una solitaria cocina y una carretera vacía. Emily Kai Bock lo dirigió. Zach Dionne de Billboard dijo que el vídeo tiene «configuraciones misteriosas», «luces de neón» y «algunas elecciones impresionantes de la moda», a pesar de esto, notó que no había nada relacionado con Los juegos del hambre. Jon Blistein de Rolling Stone dijo que a pesar de que el vídeo estaba poco relacionado con la saga, capturaba la esencia de Katniss Everdeen. Andrew Unterberger de la revista Spin comparó algunos de los vestuarios con Stevie Nicks y Florence Welch, y agregó que habían «aparentemente innumerables otros personajes introducidos en el transcurso de cuatro minutos». Asimismo, dijo que Lorde estaba haciendo «cosas vagamente cinemáticas» y encontró «decepcionante» la desemejanza con Los juegos del hambre. Abby Devora de MTV dijo que a pesar de que el público está acostumbrado al estilo «un poco oscuro» de Lorde, «la estética de este vídeo» es diferente a «Royals» y «Team». También escribió que:

«[Lorde] nos lleva en un pequeño viaje, nos revela a sí misma en pedazos, nos lleva a diferentes lugares y opta por un traje más extravagante que la camisa blanca de "Royals". La seguimos por una habitación de motel, la mitad de una carretera, un hangar para aviones y una lujosa fiesta cóctel de los años 20, el único lugar donde se encuentra con otras personas. Sus irregulares, emotivos movimientos en un traje rojo rompen la oscuridad de la noche, pero incluso su baile parece amenazante».

Lorde presentó «Yellow Flicker Beat» en vivo por primera vez en el Greek Theatre, Berkeley, Estados Unidos, en una serie de conciertos donde además cantó temas de Pure Heroine (2013) y versionó canciones como «Flashing Lights» de Kanye West y «Heavenly Father» de Bon Iver. Luego la cantó en los American Music Awards, el 23 de noviembre de 2014. Su presentación comenzó con ella misma encerrada en una caja que posteriormente es levantada, lo que le permite bailar por el escenario.

## Posicionamiento en listas

### Semanales
| País              | Lista                            | Mejor posición |      |
| 2014              | 2014                             | 2014           | 2014 |
| ----------------- | -------------------------------- | -------------- | ---- |
| Alemania          | German Singles Chart             | 38             |      |
| Australia         | Australian Singles Chart         | 25             |      |
| Austria           | Ö3 Austria Top 40                | 35             |      |
| Bélgica (Flandes) | Ultratop 50                      | 39             |      |
| Bélgica (Valonia) | Ultratop 50                      | 29             |      |
| Canadá            | Canadian Hot 100                 | 21             |      |
| Estados Unidos    | Adult Alternative Songs          | 10             |      |
| Estados Unidos    | Alternative Songs                | 10             |      |
| Estados Unidos    | Billboard Hot 100                | 34             |      |
| Estados Unidos    | Digital Songs                    | 13             |      |
| Estados Unidos    | Rock Songs                       | 3              |      |
| Estados Unidos    | Rock Streaming Songs             | 4              |      |
| Francia           | French Singles Chart             | 93             |      |
| Hungría           | Single (Track) Top 40            | 16             |      |
| Irlanda           | Irish Singles Chart              | 83             |      |
| Nueva Zelanda     | NZ Top 40 Singles Chart          | 4              |      |
| Nueva Zelanda     | Top 20 New Zealand Singles Chart | 1              |      |
| Reino Unido       | UK Singles Chart                 | 71             |      |
| República Checa   | Singles Digital Top 100          | 36             |      |
| Suiza             | Swiss Single Chart               | 27             |      |

### Anuales
| Estados Unidos | Rock Songs                       | 52 |
| Nueva Zelanda  | Top 20 New Zealand Singles Chart | 5  |

## Certificaciones
| País          | Organismo certificador | Certificación | Ventas certificadas | Ref.   |
| ------------- | ---------------------- | ------------- | ------------------- | ------ |
| Australia     | ARIA                   | Platino       | 70 000              | [ 58 ] |
| Nueva Zelanda | RMNZ                   | Platino       | 15 000              | [ 30 ] |

## Premios y nominaciones
| Año  | Premiación                   | Categoría              | Resultado | Ref.   |
| ---- | ---------------------------- | ---------------------- | --------- | ------ |
| 2015 | Premios Globo de Oro         | Mejor canción original | Nominado  | [ 11 ] |
| 2015 | Critics' Choice Movie Awards | Mejor canción          | Nominado  | [ 12 ] |